# C. N. R. Rao

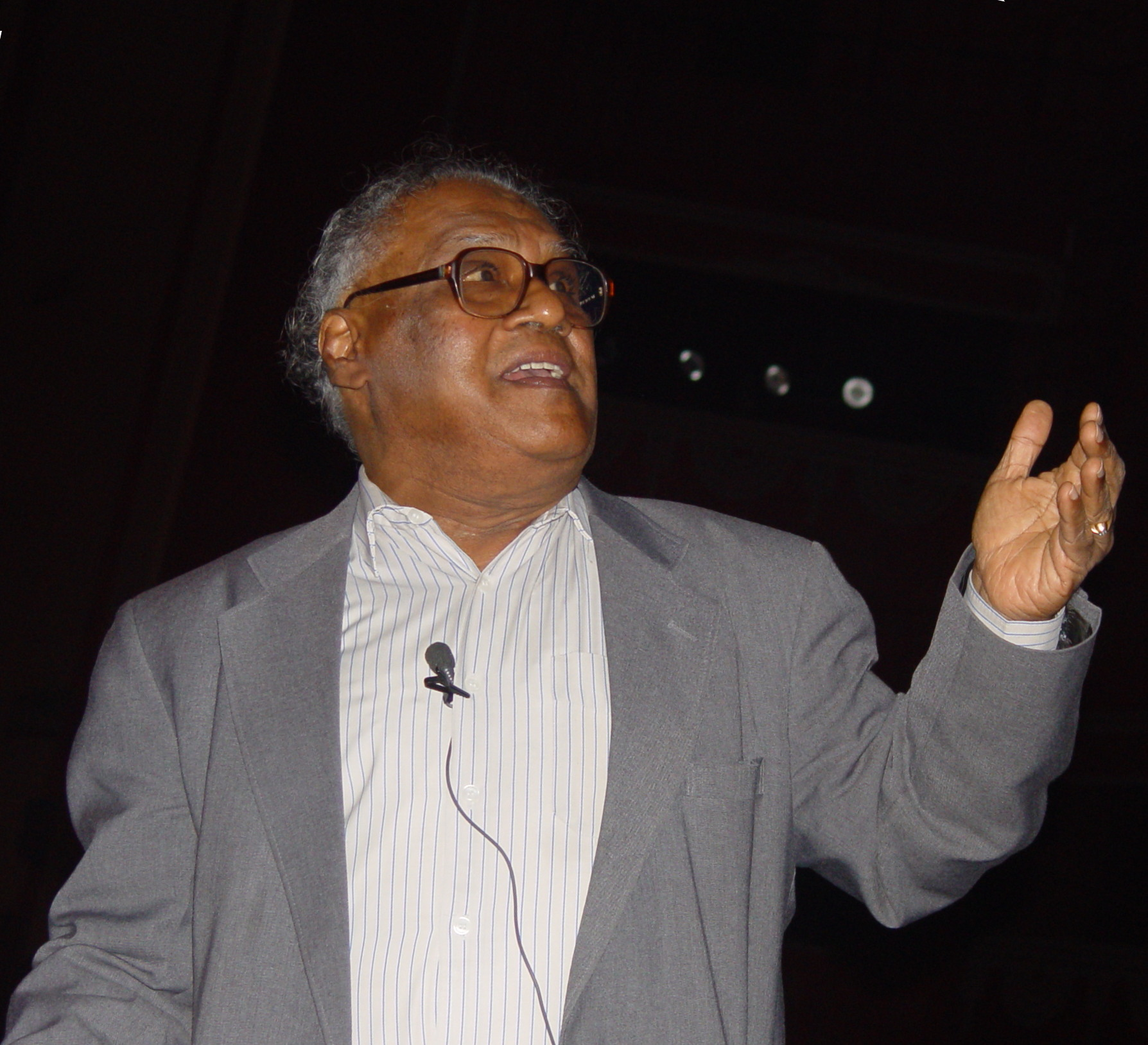
C. N. R. Rao, 2004

Chintamani Nagesa Ramachandra Rao ⓘ, meist C. N. R. Rao genannt, (* 30. Juni 1934 in Bangalore) ist ein indischer Chemiker (Strukturchemie, Festkörperchemie).

## Leben
Rao studierte an der University of Mysore mit dem Bachelor-Abschluss 1951 und an der Banaras Hindu University mit dem Master-Abschluss 1953. Er wurde 1958 an der Purdue University promoviert (erhielt 1961 zusätzlich einen D. Sc. der Universität Mysore) und war ab 1959 Lecturer und ab 1963 Professor am Indian Institute of Technology Kanpur. 1984 bis 1994 war er Direktor des Indian Institute of Science. Er ist Gründungsdirektor und Professor am Jawaharlal Nehru Centre for Advanced Scientific Research in Bangalore. Er war unter anderem Gastprofessor in Oxford, an der Purdue University, in Cambridge (Professoral Fellow am King’s College 1983 bis 1984) und an der University of California, Santa Barbara.

## Werk
Rao gilt als führender Wissenschaftler im Bereich Festkörperchemie und chemischen Materialwissenschaften. Unter anderem war er einer der ersten, der zweidimensionale Schichten von Übergangsmetalloxiden synthetisierte, was Anwendungen bei Hochtemperatursupraleitern und anderen Materialien mit besonderen magnetischen oder elektronischen Eigenschaften hat.
Er veröffentlichte über 1500 Arbeiten.
Er war von 1985 bis 1989 und ab 2005 Leiter des wissenschaftlichen Beratungsgremiums des indischen Ministerpräsidenten.

## Ehrungen und Mitgliedschaften
2010 erhielt er die August-Wilhelm-von-Hofmann-Denkmünze, 1968 den Shanti-Swarup-Bhatnagar-Preis, 2000 die Hughes Medal, die Heyrovsky-Medaille und war erster Empfänger des India Science Award (2004). Er ist Ritter der Ehrenlegion und erhielt die indischen Staatspreise Padma Shri (1974), den Padma Vibhushan (1985), den Bharat Ratna (2014) und de Von Hippel Award (2017). 2004 erhielt er als Erster den hochdotierten Indian Science Award. Er ist vielfacher Ehrendoktor, Fellow der Royal Society, Mitglied der National Academy of Sciences, der American Academy of Arts and Sciences, der American Philosophical Society, der Indischen Akademie der Wissenschaften (1989 bis 1991 als deren Präsident), der Indian National Science Academy, der Russischen, Polnischen, Serbischen, Koreanischen, Brasilianischen und Päpstlichen Akademie der Wissenschaften, der Academia Europaea (1997), der Third World Academy of Sciences und der Académie des sciences. Wegen seiner Bemühungen um indisch-chinesische wissenschaftliche Zusammenarbeit erhielt er 2012 den Preis für Internationale Zusammenarbeit der Chinesischen Akademie der Wissenschaften.